# Svemirska utrka
Svemirska utrka je bila neslužbeno natjecanje između Sjedinjenih Država i Sovjetskog Saveza koje je trajalo od 1957. do 1975. godine. Uključivala je usporedne napore obiju zemalja da istraže svemir umjetnim satelitima, da pošalju ljude u svemir i na Mjesec. Iako njeni korijeni leže u ranoj raketnoj tehnologiji i međunarodnoj zategnutosti nakon Drugog svjetskog rata, svemirska utrka je započela nakon sovjetskog lansiranja satelita Sputnjik 1, 4. listopada 1957. godine.
Termin svemirska utrka smišljen je po analogiji s utrkom u naoružavanju koja je također postojala između SAD i SSSR. Svemirska utrka je postala važan dio kulturnog i tehnološkog rivalstva između Sovjetskog Saveza i SAD tijekom hladnog rata. Svemirska tehnologija postala je posebno važna arena u ovom sukobu, i zbog svoje vojne primjene i zbog moguće psihološke koristi od naraslog morala.

## Uspjesi SSSR-a
- 21. kolovoza 1957. - Interkontinentalni balistički projektil - R-7 Semjorka
- 4. listopada 1957. - Prvi umjetni satelit - Sputnjik 1
- 3. studenog 1957. - Životinja u svemiru (pas Lajka) - Sputnjik 2
- 4. siječnja 1959. - Sunčev umjetni satelit - Luna 1
- 14. rujna 1959. - Sonda na Mjesecu - Luna 2
- 7. listopada 1959. - Slika dalje strane Mjeseca - Luna 3
- 12. travnja 1961. - Prvi čovjek u svemiru (Jurij Aleksejevič Gagarin) - Vostok 1
- 16. lipnja 1963. - Prva žena u svemiru (Valentina Terješkova) - Vostok 6
- 18. ožujka 1965. - Svemirska šetnja - Vashod 2- Aleksej Leonov
- 1. ožujka 1966. - Sonda slijeće na Veneru - Venera 3
- 23. travnja 1971. - Svemirska postaja - Saljut 1
- 22. listopada 1975. - Prve slike Venerine površine

## Uspjesi SAD-a
- 31. siječnja 1958. - Otkriće Van Allenovog pojasa - ABMA - Explorer 1
- 18. prosinca 1958. - Komunikacijski satelit - ABMA - Projekt SCORE
- 17. veljače 1959. - Meteorološki satelit - NASA (NRL) - Vanguard 2
- lipanj 1959. - Špijunski satelit - Zrakoplovstvo SAD-a - Discoverer 4
- 7. kolovoza 1959. - Slike Zemlje iz svemira - Explorer 6
- 10. srpnja 1962. - Prvi aktivni komunikacijski satelit - AT&T - Telstar
- 14. prosinca 1962. - Prvi prelet kraj nekog planeta- Mariner 2
- 15. srpnja 1964. - Prvi prelet kraj Marsa- Mariner 4
- 15. prosinca 1965. - Orbitalno sastajanje - Gemini 6A : Gemini 7
- 16. ožujka 1966. - Orbitalno sastajanje i pristajanje - Gemini 8
- 24. prosinca 1968. - Let ljudske posade oko Mjeseca - Apollo 8
- 21. srpnja 1969. - Prvi čovjek na Mjesecu (Neil Armstrong) - Apollo 11
- 14. studenog 1971. - Satelit u orbiti oko Marsa - Mariner 9
- 3. prosinca 1973. - Prvi prelet kraj Jupitera - Pioneer 10
- 29. studenog 1974. - Prvi prelet kraj Merkura - Mariner 10

## Ostali uspjesi
- 29. rujna 1962. - Prvi umjetni satelit koji nisu poslale velesile - Kanada - Aleut 1
- 9. studenog 1979. - Geostacionarni komunikacijski satelit - Kanada:BCE - Anik A1

- 15. srpnja 1975. - Zajednička misija Sovjeta i Amerikanaca - Apollo-Sojuz